# Bükkös (település)
Bükkös (románul: Bichigiu) település Romániában, Erdélyben, Beszterce-Naszód megyében.

## Fekvése
Naszódtól északnyugatra, Hordó és Telcs között fekvő település.

## Története

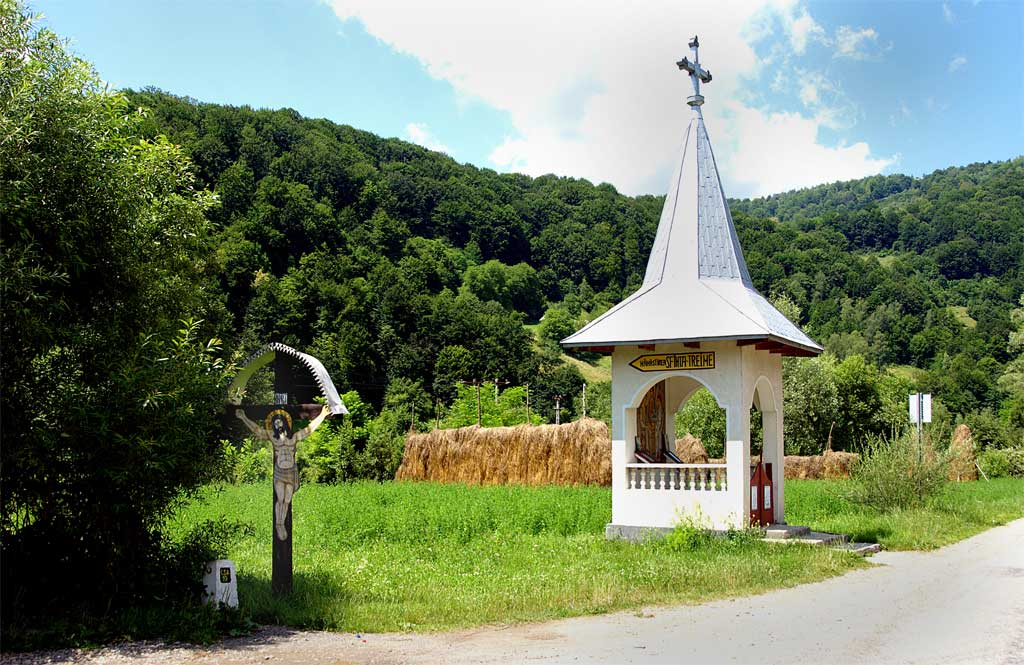
Bükkös, kápolna

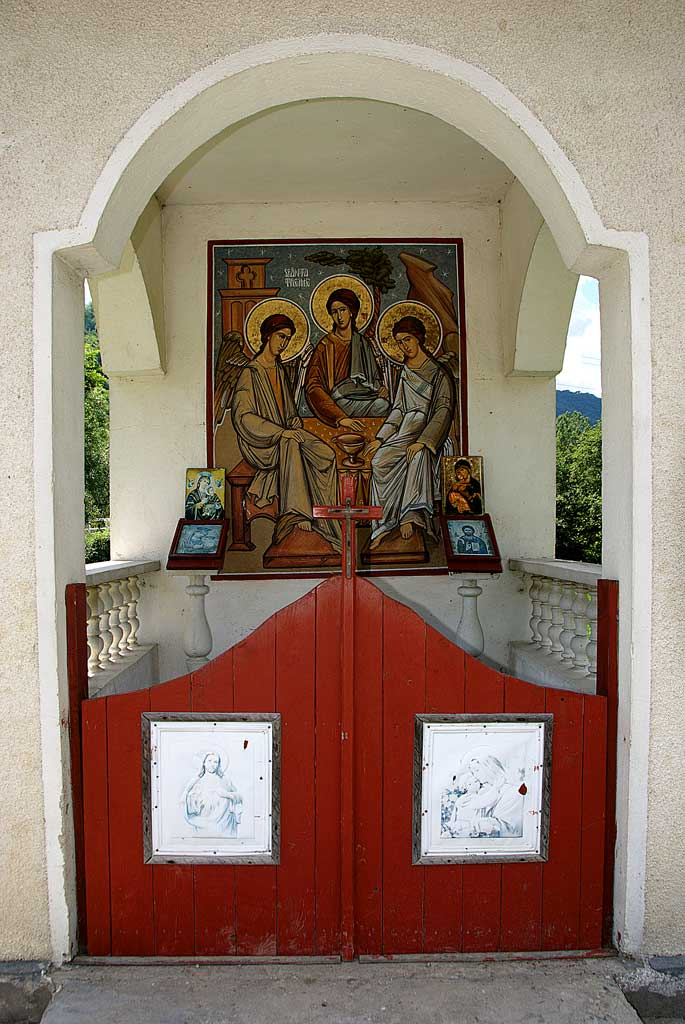
Bükkös, kápolna belseje

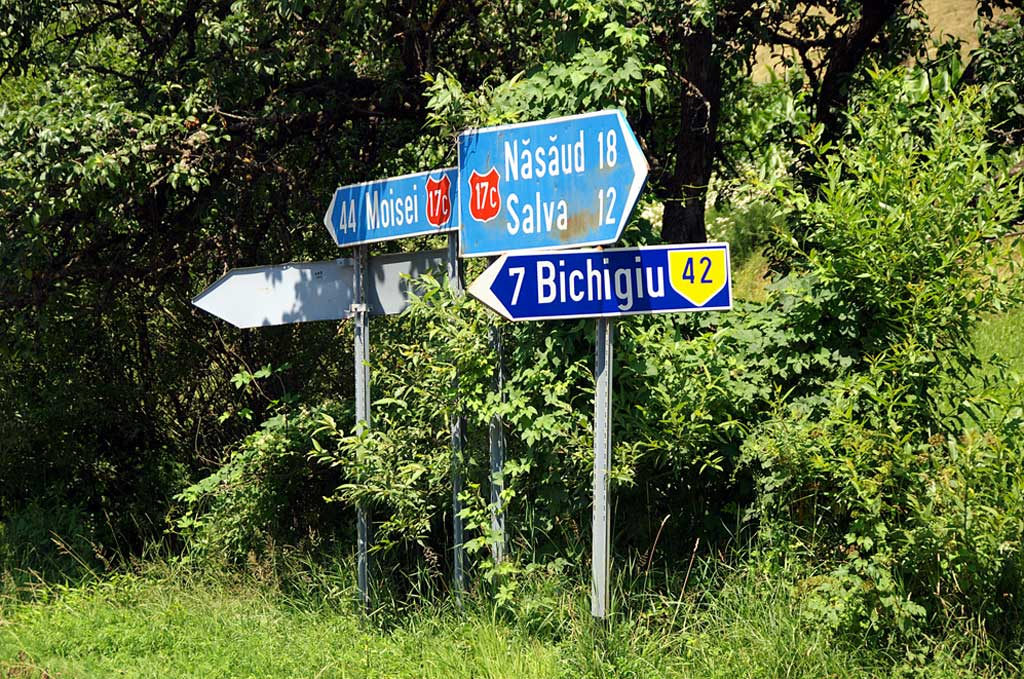
Bükkös, útelágazás

Bükkös nevét 1523-ban, majd 1533-ban említette először oklevél Byrkes néven.
1547-ben Bykesch, 1548-ban Bykes, 1576-ban Bikiss, 1691-ben Bichigiani, 1733-ban Bikisz, 1750-ben Bikis, 1760–1762 között Bikiss, 1808-ban Bikis, 1861-ben Bükkös, Bikis, 1888-ban Bikis (Bichigiu), 1913-ban Bükkös néven írták.
A trianoni békeszerződés előtt Beszterce-Naszód vármegye Naszódi járásához tartozott.
1910-ben 1132 lakosából 34 magyar, 1091 román volt. Ebből 1096 görögkatolikus, 32 izraelita volt.

## Források

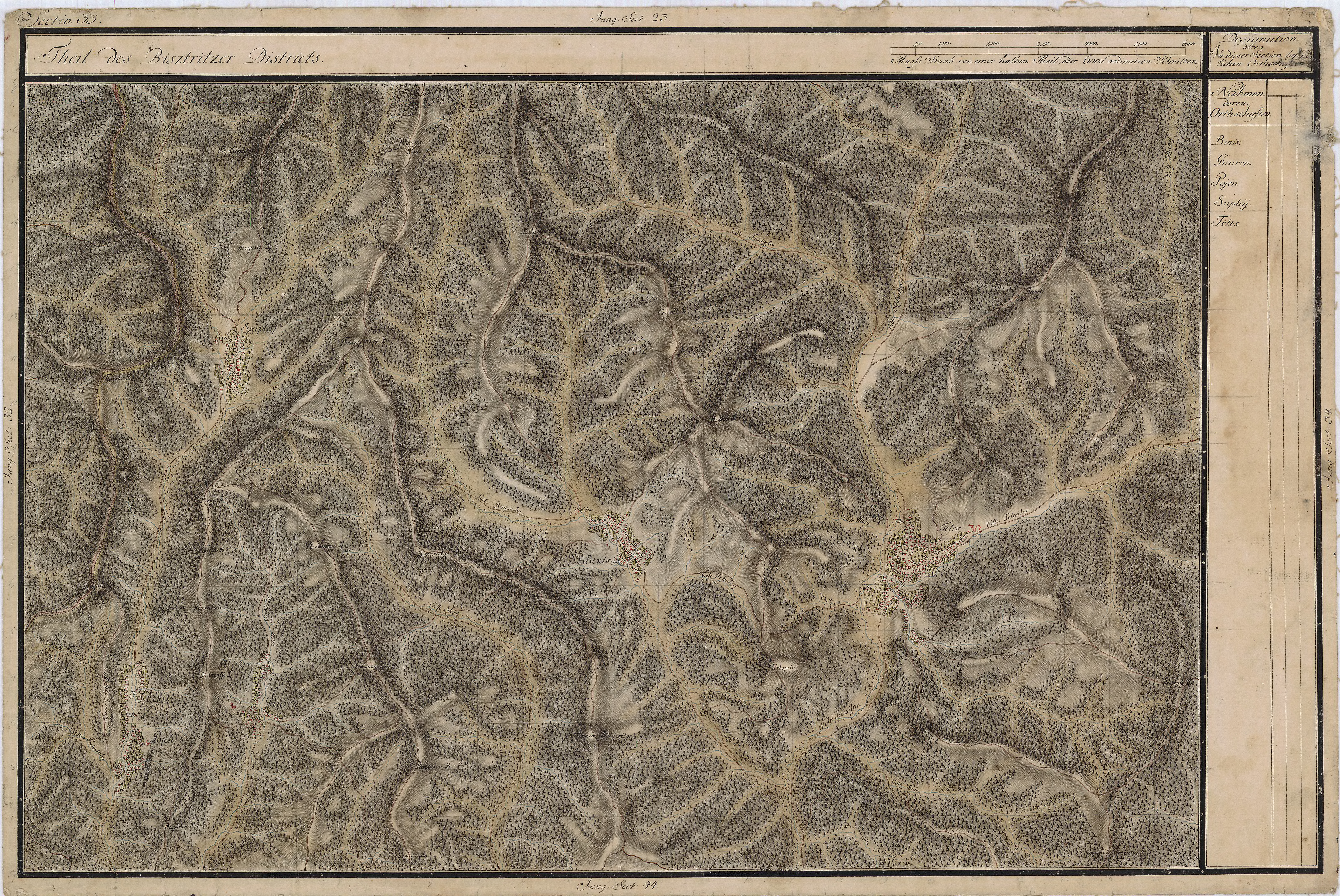
Bükkös egy régi térképen